# The Himalayan Times
The Himalayan Times — непальская ежедневная широкоформатная ежедневная газета на английском языке. Самая тиражная газета Непала. Издаётся International Media Network Nepal Pvt. Ltd. Сайт The Himalayan Times — один из самых посещаемых сайтов Непала. Штаб-квартира газеты расположена в столице Непала — городе Катманду.